# Пріон сніжний
Пріон сніжний (Pachyptila turtur) — морський птах родини буревісникових.

## Опис
Довжиною 28 см і розмахом крил 55-60 см пріон сніжний — це скоріше маленький буревісник. Оперення верху сіре з чорною вершиною хвоста. Нижня сторона білого забарвлення. Через слабкі ноги у птаха на суші нерозторопна, повзуча хода.

## Ареал
Пріон сніжний проводить більшу частину свого життя у відкритому морі. Гніздові колонії перебувають на архіпелазі Чатем, Снарських островах, островах Антиподів, Фолклендських островах, островах Принц Едвард, Крозе, островах Бассової протоки і Маккуорі.

## Поведінка
Птахи живуть в зграях, полюють уночі на водній поверхні на дрібних тварин. Вони слідують також за рибальськими човнами в пошуках тельбухів та відходів.

## Розмноження
Птахи гніздяться великими колоніями на островах та на узбережжі південної півкулі. Самиця відкладає яйця в норах, які викопує на порослих травою вершинах круч, або також між скелями. Кладка висиджується приблизно 55 днів; наступні 50 днів молодих птахів вигодовують батьки.
Птахи, особливо пташенята, часто стають жертвою щурів. Тим не менш, найбільші вороги — це поморники.